# بازاریابی اجازه‌ای
بازاریابی اجازه‌ای (به انگلیسی: Permission marketing) مفهومی است که در کتابی با همین نام در سال ۱۹۹۹ توسط ست گودین، متخصص بازاریابی معرفی
شد. بازاریابی مجاز یک روش بازاریابی غیر سنتی است که در صورت رضایت قبلی دریافت کننده پیام، کالا و خدمات را تبلیغ می‌کند.

## تاریخچه
روشهای سنتی بازاریابی اغلب حول ایده بازاریابی برونگرا می‌چرخد-خواه تبلیغات تلویزیونی باشد که به یک برنامه تلویزیونی ختم شود، یا یک پاپ آپ اینترنتی که با وب سایت تداخل داشته باشد. به گفته گودین، چنین روش‌هایی (که اغلب به عنوان «بازاریابی وقفه» یا برونگرا نامیده می‌شوند)، در دنیای مدرن، مصرف‌کنندگان از اطلاعات بیش از حد بارگیری شده‌اند، و این موضوع تبلیغات برونگرا راکم اثر کرده‌است.
بازاریابی وقفه در اصل یک رقابت برای جلب توجه مردم است. در دنیای امروزه بازاریابی انبوه، بیش از حد از تبلیغاتی که برای جلب توجه به خود رقابت می‌کنند، پر شده‌اند. یانکلویچ ادعا می‌کند که مصرف‌کننده متوسط سالانه با ۱ میلیون تبلیغ - یا تقریباً ۳۰۰۰تبلیغ در روز در تماس است. هنگامی که وقفه‌ها سرریز می‌شود، پاسخ اجتناب ناپذیر مردم این است که آنها را نادیده بگیرند، آنها را تنظیم کرده و از پاسخ دادن به آنها امتناع کنند. چنین روشهای سنتی بازاریابی برای دستیابی به همان نتیجه دشوارتر و پرهزینه تر است.
در سال ۱۹۹۹، گودین مشاهده کرد که کمپین‌های موفق کمپین‌هایی بودند که رضایت مشتری را جلب کردند. از چنین مشاهداتی، گودین معتقد بود که استراتژی‌های بازاریابی باید بر اساس عناصر زیر باشد:
پیش‌بینی شده: مردم اطلاعات خدمات/محصول را از شرکت پیش‌بینی می‌کنند.
شخصی: اطلاعات بازاریابی به صراحت به مشتری مربوط می‌شود.
مرتبط: اطلاعات بازاریابی چیزی است که مصرف‌کننده به آن علاقه‌مند است.
تعریف بازاریابی اجازه ای، برای اولین بار در کتاب گودین، «بازاریابی اجازه ای: تبدیل غریبه‌ها به دوستان و دوستان به مشتری»، که در ۶ مه ۱۹۹۹ منتشر شد.

## مزایا
بازاریابی مجاز یا اجازه ای به مصرف‌کنندگان این امکان را می‌دهد که تحت بازاریابی قرار گیرند یا نه. این انتخاب می‌تواند منجر به مشارکت بهتر شود. به عنوان مثال، در صورتی که مصرف‌کنندگان درصورت «انتخاب مجدد دو برابر» در مقایسه با «انتخاب تک نفره» معمولی، پیام بازاریابی ایمیلی را باز کنند. با هدف قرار دادن داوطلبان، بازاریابی مجاز شانس توجه بیشتر مصرف‌کنندگان به پیام بازاریابی را افزایش می‌دهد؛ بنابراین بازاریابی مجاز، مصرف‌کنندگان را تشویق می‌کند تا در یک کمپین بازاریابی مشارکتی طولانی مدت شرکت کنند.
مقرون به صرفه بودن: بازاریابی مجاز از ابزارهای کم هزینه آنلاین استفاده می‌کند-رسانه‌های اجتماعی، بهینه‌سازی موتورهای جستجو، ایمیل‌ها، و غیره. علاوه بر این، تنها با بازاریابی برای مصرف‌کنندگان که ابراز علاقه کرده‌اند، کسب و کارها می‌توانند هزینه‌های بازاریابی خود را کاهش دهند.
نرخ تبدیل بالا: از آنجا که مخاطبان هدف کسانی هستند که به محصول ابراز علاقه کرده‌اند، تبدیل سرنخ‌ها به فروش آسان‌تر است.
شخصی‌سازی: بازاریابی مجاز به مشاغل اجازه می‌دهد تا کمپین‌های شخصی را اجرا کنند. این اجازه می‌دهد تا مخاطبان خاصی را با توجه به سن، جنسیت، موقعیت جغرافیایی و غیره مورد هدف قرار دهند.
روابط بلندمدت با مشتری: از طریق استفاده از رسانه‌های اجتماعی و ایمیل‌ها، مشاغل می‌توانند تعامل داشته باشند و روابط بلندمدت با مشتریان ایجاد کنند.
شهرت بازاریابی: بازاریابی مجاز فقط اطلاعاتی را برای کسانی ارسال می‌کند که اطلاعات را پیش‌بینی می‌کنند؛ بنابراین، افرادی که اطلاعات را دریافت می‌کنند، احساس ناراحتی کمتری می‌کنند

## پارادوکس در شروع
طرفداران بازاریابی اجازه ای ادعا می‌کنند که این روش موثرتر از بازاریابی برونگراست است، با این حال، این در تضاداست. بازاریابی مجاز ناگزیر با بازاریابی بورنگرا آغاز می‌شود. برای جلب توجه مصرف‌کننده احتمالی برای یک رابطه مبتنی بر اجازه، اولین قدم نیاز به بازاریابی برونگراست.